# William Franklyn-Miller
William Franklyn-Miller (Plymouth, 25 marzo 2004) è un attore, modello e influencer britannico.
È divenuto noto in Italia per la sua interpretazione di Giovanni de' Medici nella serie televisiva anglo-italiana I Medici, trasmessa da Rai1 dal 2016 al 2019.

## Biografia
Nato in Gran Bretagna da padre inglese (Andy) e madre australiana (l'attrice Shannon Franklyn-Miller), ha iniziato la sua attività di modello all'età di 4 anni, nel campo della moda per bambini. Nel 2013 si è trasferito con la famiglia in Australia, a Melbourne. Attualmente vive in Irlanda.
È famoso anche per la sua attività di influencer (a dicembre 2022 su Instagram ha circa 2 milioni di follower).

## Filmografia

### Cinema
- A fish out of water - regia David Richardson (2016)
- 4 ragazzi e la magica creatura - regia Andy de Emmony (2020)

### Televisione
- Arrow – serie TV (2014)
- I Medici – serie TV (2016-2019)
- Jack Irish – serie TV australiana (2016)
- Chicken Girls  - serie Web (2017)
- Spring Breakaway - serie Web (2018)